# تریپتان
تریپتان (به انگلیسی: Triptane) یک ترکیب شیمیایی با شناسه پاب‌کم ۱۰۰۴۴ است. که جرم مولی آن ۲۵۴٫۳۳ g/mol می‌باشد. شکل ظاهری این ترکیب، مایع شفاف بی‌رنگ است.